# Republic Aviation

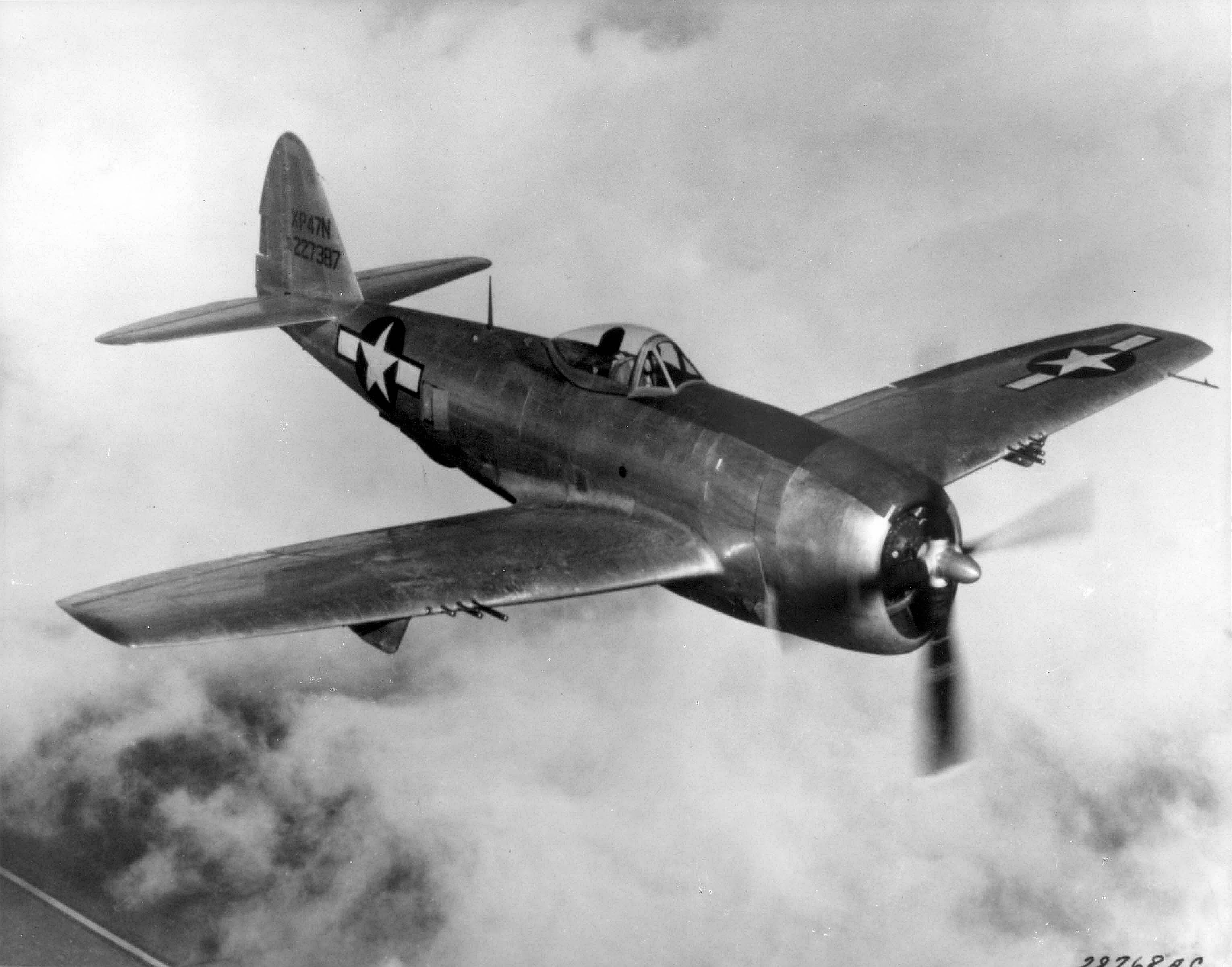
P-47 Thunderbolt

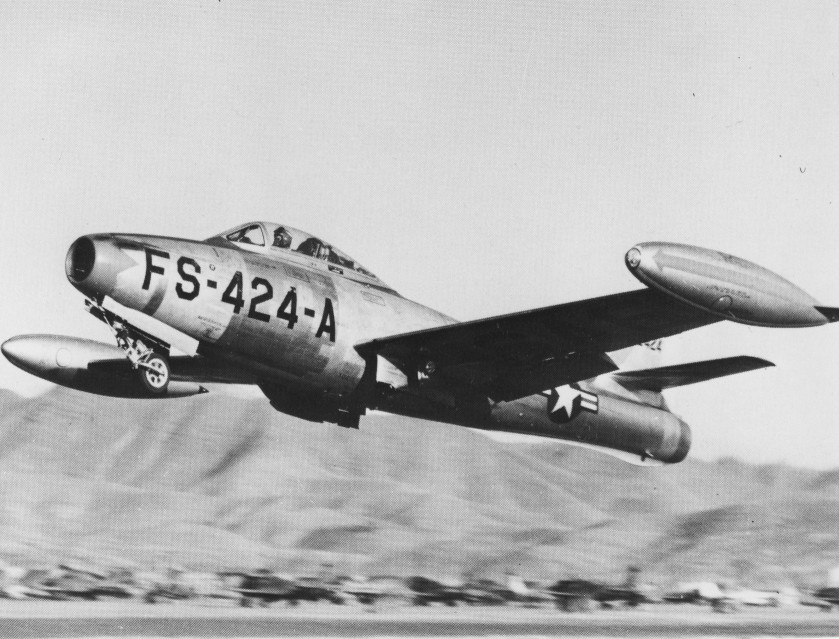
F-84 Thunderjet

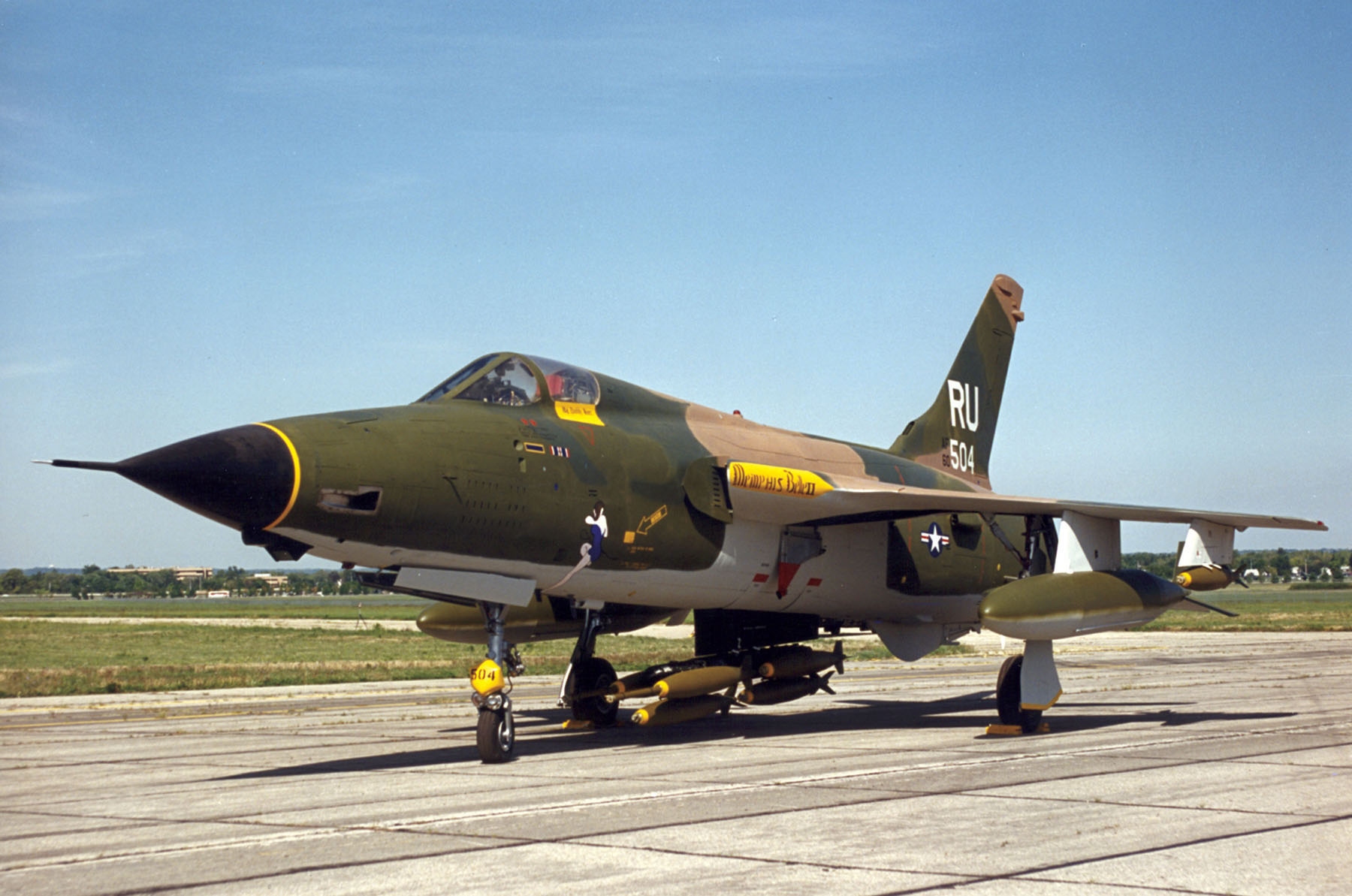
F-105 Thunderchief

«Рипа́блик» (англ. Republic Aviation) — бывшая американская авиастроительная корпорация. Штаб-квартира располагалась в Фармингдейле, Лонг-Айленд, штат Нью-Йорк.
Изначально была основана в 1931 году как авиастроительная компания Seversky Aircraft Company, известным летчиком, эмигрировавшим из России в 1918 году Северским. Однако в 1939 году была реорганизована и получила новое название — Republic Aviation Corporation. В компании работало много русских и грузинских эмигрантов, включая ведущего конструктора А. М. Картвели.
Наиболее известными разработками компании стали P-47 Thunderbolt, F-84 Thunderjet и F-105 Thunderchief, созданные Александром Картвели.
Участвовали в программе создания ракетоплана X-15 совместно с Bell Aircraft, McDonnell Douglas и North American Aviation.
В начале 1960-х акции компании начала скупать компания Fairchild Aircraft Шермана Фэйрчайлда. Поглощение завершилось в июле-сентябре 1965 года, однако система названий самолётов компании Рипаблик в виде приставки Тандер (Thunder — гром) продолжила жить и в новой компании — Fairchild Republic A-10 Thunderbolt II.

## Разработки
- Seversky SEV-3 (1933)
- Seversky P-35 (1935)
- Seversky 2PA (1937)
- Seversky XP-41 (1939)
- Republic P-43 Lancer (1940)
- Republic P-44 Rocket (1941)
- Republic P-47 Thunderbolt (1941) — самый массовый американский истребитель Второй мировой войны (построено 15686 самолётов)
- Republic XP-69 (1943) — разработан, но не построен
- Republic XP-72 (1944) — модернизация P-47, построено два прототипа
- Republic-Ford JB-2 (1944) — управляемая ракета с ПуВРД, копия немецкой Фау-1
- Republic F-84 Thunderjet (1946) — истребитель использовался в войне в Корее
- Republic XF-12 Rainbow (1946)
- Republic RC-3 Seabee (1946)
- Republic XF-91 Thunderceptor (1949)
- Republic F-84F Thunderstreak (1950)
- Republic XF-103 Thunderwarrior (1950-е) — разработан, но не построен
- Republic RF-84F Thunderflash (1952) самолёт-разведчик на базе F-84F
- Republic XF-84H Thunderscreech (1955) — экспериментальный турбовинтовой истребитель-бомбардировщик
- Republic F-105 Thunderchief (1955) — истребитель использовался в войне во Вьетнаме